# André Prévost
Joseph Gaston Charles André Prévost (* 30. Juli 1934 in Hawkesbury, Ontario; † 27. Januar 2001 in Montreal) war ein kanadischer Komponist.

## Leben und Wirken
Der Urenkel des Komponisten Charles-Gustave Smith studierte ab 1951 am Conservatoire de musique du Québec bei Isabelle Delorme, Papineau-Couture und Clermont Pépin. 1959 gewann er den Sarah-Fischer-Kompositionspreis sowie als Fagottist eines Bläsertrios den Kammermusikpreis der Stiftung Amis de l’art. Mit Stipendien des Canada Council und der Regierung von Québec ging er nach Paris, wo er am Conservatoire de Paris bei Olivier Messiaen und an der École normale bei Henri Dutilleux studierte.
Ab 1962 unterrichtete Prévost am Séminaire de Joliette und dem Collège des Eudistes in Rosemont. 1963 erhielt er einen Prix d’Europe und studierte im Sommer 1964 elektronische Musik bei Michél Philippot beim ORTF in Paris. Ab 1964 arbeitete er im Auftrag des kanadischen Kultusministeriums an einem musikalischen Werk zum Thema Man and His World für die Expo 67. Das Werk für großes Orchester, drei Chöre und zwei Sprecher nach einer Dichtung von Michèle Lalonde wurde am 29. April 1967 unter Pierre Hétu uraufgeführt.
Von 1964 bis 1996 unterrichtete Prévost an der Musikfakultät der Universität Montreal. 1965 arbeitete er am Berkshire Music Center in Tanglewood mit Gunther Schuller, Donald Martino, Aaron Copland und Zoltán Kodály zusammen. Während eines Aufenthaltes in der Schweiz (1972 und 1973) entstanden zwei Auftragswerke für die CBC: die Missa de Profundis (die 1973 uraufgeführt wurde) und die Choréographie I, die vom Toronto Symphony Orchestra 1975 uraufgeführt wurde.
Prévosts Cantate pour cordes, ein Auftragswerk von Yehudi Menuhin, wurde 1987 vom Orchestre Camerata Lysy of Gstaad unter Menuhins Leitung beim Guelph Spring Festival uraufgeführt. Die Entstehung des Werkes wurde von der CBC 1990 in der Sendung Menuhin - Prévost, a creative adventure dokumentiert.

## Werke
- Soleils couchants (nach Paul Verlaine) für Chor, 1953
- Musiques peintes für Stimme und Klavier, 1955
- Pastorale für zwei Harfen, 1955
- Fantaisie für Cello und Klavier, 1956
- Variations für Orgel, 1956
- Quartet No. 1, 1958
- Électre, für Oboe und Schlagzeug, 1959
- Mobiles für Flöte und Streichtrio, 1959
- Poème de l’infini für Orchester, 1960
- Scherzo für Streichorchester, 1960
- Sonata für Violine und Klavier, 1961
- Trois pièces irlandaises für Gitarre, Flöte, Oboe, Violine, Cello und Klavier, 1961
- Four Preludes für zwei Klaviere, 1961
- Sonata für Cello und Klavier, 1962
- Triptyque für Flöte, Oboe und Klavier, 1962
- Fantasmes für Orchester, 1963
- Movement for Brass Quintet, 1963
- Geôles für Mezzosopran und Klavier, 1963
- Musique pour l’Ode au Saint-Laurent für Erzähler und Streichquartett, 1965
- Célébration für Orchester, 1966
- Pyknon für Violine und Orchester, 1966
- Terre des hommes für Orchester, drei Chöre und zwei Erzähler, 1967
- Diallèle für Orchester, 1968
- Suite für Streichquartett, 1968
- Évanescence für Orchester, 1970
- Hommage für Streichorchester, 1971
- Psaume 148 für Chor, vier Trompeten, vier Posaunen und Orgel, 1971
- Quartet No. 2 «Ad Pacem» für Streichquartett, 1972
- Chorégraphie I für Orchester, 1973
- Missa de profundis für Chor und Orgel, 1973
- Concerto für Cello und Orchester, 1973–76
- Ouverture für Orchester, 1975
- Chorégraphie II (E = MC²) für Orchester, 1976
- Improvisation I für Violine, 1976
- Improvisation II für Cello, 1976
- Improvisation III für Viola, 1976
- Improvisation IV für Klavier, 1976
- Improvisation V für Stimme und Klavier, 1976
- Chorégraphie III für Orchester, 1977
- Chorégraphie IV für Orchester, 1978
- Hiver dans l’âme (nach Michèle Lalonde) für Bariton und Orchester, 1978
- Le Conte de l’oiseau für Orchester und zwei Erzähler, 1979
- Sonata für Viola und Klavier, 1979
- Paraphrase für Streichquartett und Orchester, 1980
- Mutations für zwei Streichquartette und zwei Schlagzeuger, 1981
- Ahimsâ für Mezzosopran, Chor, Flöte und Streichquartett, 1983
- Variations en passacaille für Orgel, 1984
- Sonata No. 2 für Cello und Klavier, 1985
- Cosmophonie für Kammerorchester, 1985
- Cantate pour cordes für Streichorchester, 1987
- Variations et thème für Klavier und Orchester, 1988
- Concerto pour hautbois et orchestre, 1992–93
- Image d’un festival für Baryton, Chor und Orchester, 1993
- Concerto pour violon et orchestre, 1998
- Quintet für Klarinette und Streichquartett, 1988
- Menuhin: présence für Cello und Kammerorchester, 2001
- Quatuor no. 4, (ersch. 2002)